# Гражданская война в Таджикистане
Гражданская война в Таджикистане (тадж. Ҷанги шаҳрвандии Тоҷикистон) — вооружённый внутриэтнический конфликт в Таджикистане между сторонниками центральной власти и различными группировками в лице Объединённой таджикской оппозиции, последовавший за провозглашением независимости страны в результате распада СССР. Наиболее ожесточённое противостояние происходило с конца августа 1992 года по июль 1993 года, когда страна была фактически разделена на две части. С лета 1993 года интенсивность конфликта пошла на спад, хотя отдельные стычки продолжались до примирения противоборствующих сторон 27 июня 1997 года.

## Предыстория
Предпосылками к гражданской войне в Таджикистане послужил ряд причин: сложившееся к тому времени тяжёлое экономическое положение, общинный уклад жизни таджиков и высокая степень их религиозности. Во время перестройки в Таджикской ССР стало возникать исламско-демократическое движение. Костяк оппозиции составили Партия исламского возрождения (ПИВ), Демократическая партия Таджикистана (ДПТ) и ряд других движений. Противостояние между бывшей коммунистической элитой и национально-демократическими и исламскими силами перешло из политической сферы в этническо-клановую.
В советское время доминирующую роль в политической жизни играли выходцы из Ленинабадской области («ленинабадцы»), занимавшие высшие административные посты, с которыми активно сотрудничали выходцы из Куляба — «кулябцы», занимавшие высшие посты в силовых структурах (МВД). После провозглашения независимости Таджикистана другие клановые группы — «бадахшанцы», «гиссарцы» и «гармцы» попытались изменить распределение ролей в управлении страной.
Фактически прелюдией к будущей войне стали массовые беспорядки в Душанбе в феврале 1990 года, с требованием отставки Первого Секретаря ЦК Компартии Таджикской ССР Кахара Махкамова, который в ноябре того же года был избран первым президентом Таджикистана, данные беспорядки были организованы Рахмоном Набиевым, который после 1985 года (был снят ЦК КПСС в 1985 году за аморальное поведение с должности 1-го секретаря ЦК Компартии Таджикской ССР) решил взять реванш и попытку вернуться к власти таким образом, то есть через организацию беспорядков и погромов, затем обвинив в этом власть в лице Кахара Махкамова. После провала ГКЧП оппозиция организовала многочисленные митинги с требованиями отставки поддержавшего ГКЧП Махкамова, роспуска коммунистической партии и отмены закона о запрещении Исламской партии возрождения. Спустя некоторое время Махкамов подал в отставку с поста президента республики.
24 ноября 1991 года в Таджикистане прошли президентские выборы, победу на которых одержал «ленинабадец» Рахмон Набиев, набравший 56,92 % голосов. Его главный соперник Давлат Худоназаров, который поддерживался Демократической партией Таджикистана, Партией исламского возрождения, Национально-демократическим движением «Растохез» и мусульманским духовенством, набрал 30 % голосов. Оппозиция обвинила власти в фальсификации выборов. В первые несколько месяцев после выборов в стране поддерживалось хрупкое равновесие сил — ведущим представителям оппозиции была гарантирована неприкосновенность в обмен на согласие придерживаться политических методов.

## Ход событий

### Выступления оппозиции
6 марта 1992 года был арестован видный демократ, председатель Душанбинского горисполкома Максуд Икромов, а 11 марта Душанбинским городским судом был приговорён к двум годам тюремного заключения один из руководителей «Растохеза» Мирбобо Миррахимов за «клевету на председателя Верховного Совета Таджикистана Сафарали Кенджаева». 23 марта по республиканскому ТВ прошла прямая трансляция заседания Президиума Верховного Совета, на котором Кенджаев в недопустимой форме обвинил министра внутренних дел памирца Мамадаёза Навджуванова по сфабрикованному им, Кенджаевым, делу, в превышении полномочий и потребовал его отставки с целью назначения на пост министра МВД своего ставленника из числа своих земляков-ленинабадцев, что было расценено как «антипамирская» акция. Спустя три дня 26 марта перед Президентским дворцом на площади Шахидон начались многодневные митинги с выдвижением памирцами требования об отставке Сафарали Кенджаева. В течение двух недель число митингующих на площади Шахидон достигло 50—60 тысяч человек. 21 апреля сторонники оппозиции взяли в качестве заложников около 20 человек, среди которых оказались 16 депутатов Верховного Совета и 2 заместителя премьер-министра. Заложников доставили на площадь Шахидон, пригрозив расправиться с ними, если власти не пойдут на уступки. Уже на следующий день Сафарали Кенджаев покинул пост председателя Верховного Совета. В ответ на это сторонники правительства организовали 26 апреля перед зданием Верховного Совета на площади Озоди постоянный митинг в поддержку Кенджаева. Эти события продемонстрировали раскол в обществе по клановому принципу. На площади Шахидон митинговала оппозиция, в основном поддерживаемая выходцами из Гарма, Бадахшана и Матчинского района Ленинабадской области, а на Озоди сторонники правительства из Ленинабада, Гиссара и Куляба. 29 апреля гвардейцы оппозиции блокировали президентский дворец. В ответ на это на следующий день чрезвычайная сессия Верховного Совета объявила о введении на неопределённый срок прямого президентского правления на всей территории республики.

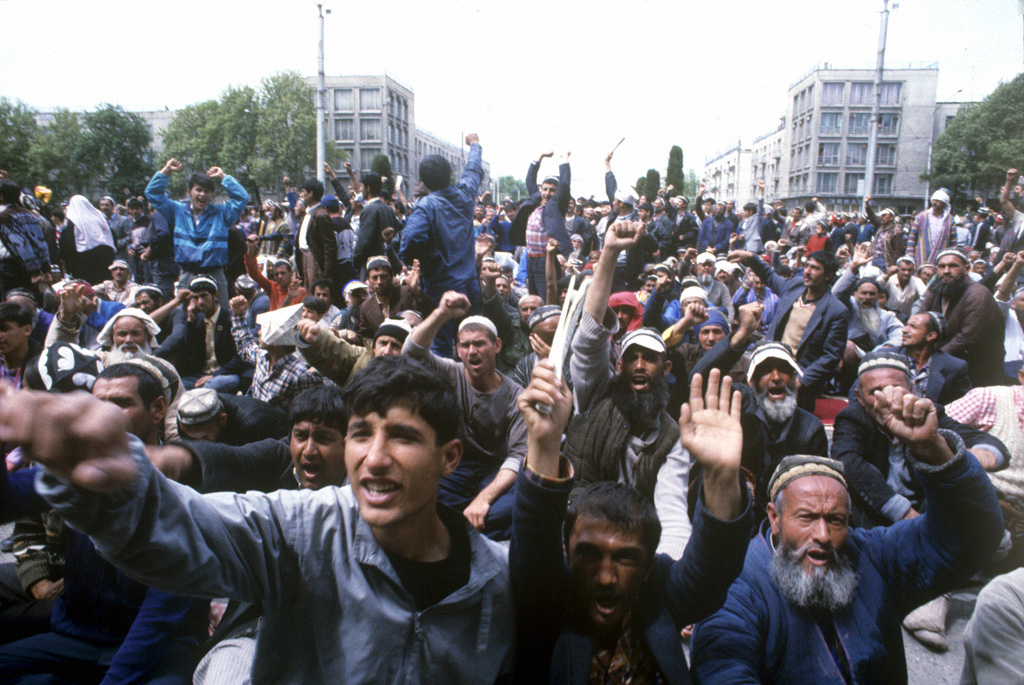
Митинг на площади Шахидон 3 мая 1992 года

1 мая президент Набиев издал указ о формировании особого батальона Национальной гвардии и санкционировал раздачу своим сторонникам на площади Озоди 1800 автоматов. 5 мая в одном из кишлаков на Яванской дороге к югу от Душанбе произошло кровопролитие. Местные жители помешали проезду в город сторонников правительства из Куляба для участия в проправительственных демонстрациях. На место событий прибыли Национальная гвардия и вооружённые люди с площади Озоди, в результате чего произошло вооружённое столкновение. По сообщению жителей кишлака, представителям «Мемориала» и «Human Rights Watch», в ходе столкновения погибли 2 человека из особого батальона и около 15 местных жителей.
Спустя несколько часов после этого группы молодых людей, объединяемые термином «молодёжь Душанбе», захватили телецентр и передали его под контроль оппозиции. Вооружённые столкновения за овладение ключевыми правительственными зданиями в Душанбе продолжались весь следующий день. Сторонники оппозиции блокировали транспортные магистрали, а также установили контроль над аэропортом и вокзалом. На их сторону перешли местная милиция, ОМОН и советник президента по военным вопросам генерал-майор Бахром Рахмонов. 7 мая президент подписал с силами оппозиции соглашение, по которому им был предоставлен контроль над 8 министерствами и предусматривался роспуск гвардии, а полномочия президента существенно ограничивались. Однако ситуация в стране после этого не стабилизировалась. 10 мая сторонники оппозиции двинулись к зданию Комитета национальной безопасности, где предположительно находился президент, требуя, чтобы он выступил перед ними. В тот момент, когда люди подошли к зданию КНБ и начали разбирать заграждения из колючей проволоки, силами безопасности по ним был открыт огонь, в результате чего погибли 14 человек. После этого на площади Шахидон начался новый митинг. На следующий день после этих событий было сформировано Правительство национального примирения, в котором оппозиция получила восемь должностей, в том числе, несколько ключевых. 16 мая последняя колонна автобусов увезла участников митинга с площади Шахидон в родные кишлаки.

### Начало гражданской войны. Свержение Набиева

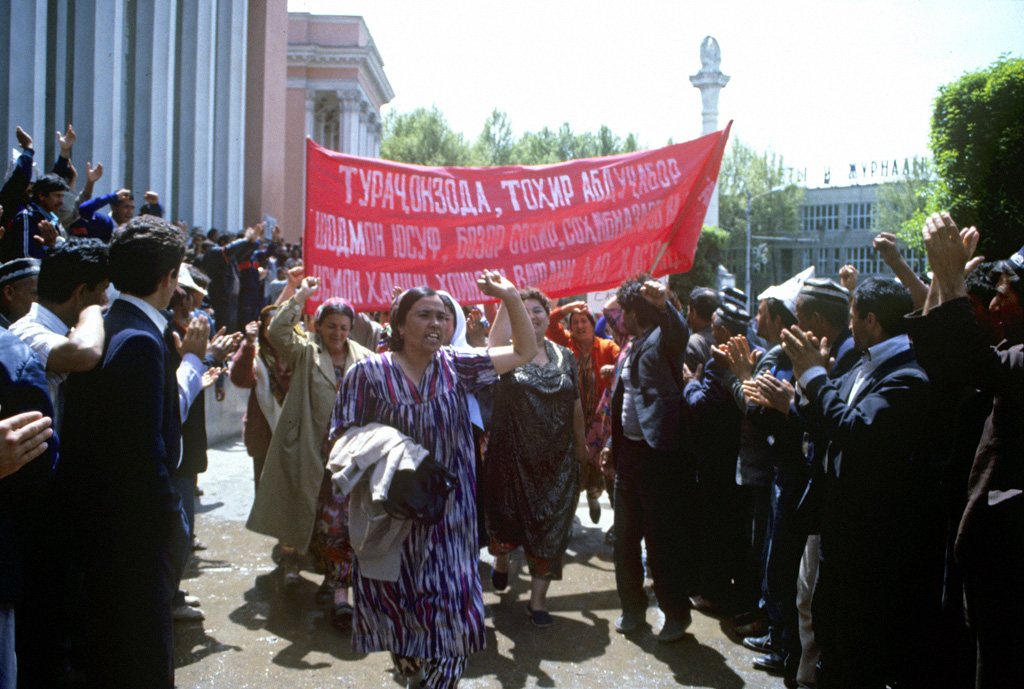
Женская демонстрация на площади Озоди, 3 мая 1992 года

В начале июня боевые действия между сторонниками Набиева и исламско-демократической оппозицией переместились из Душанбе в южные регионы. 19 июня в Душанбе под руководством заместителя председателя ИПВ Давлата Усмона и председателя ДПТ Шодмона Юсуфа был образован Штаб национального спасения, организовавший силы в поддержку ИПВ и ДПТ, в состав которых вошли силы МВД, призывники и добровольцы.
27 июня в южных районах Таджикистана вспыхнули вооружённые столкновения, начавшиеся из-за конфликта местного населения Вахшского района с переселенцами из соседних регионов. Воспользовавшись этим, вооружённые сторонники Набиева из Куляба захватили местную радиостанцию и сообщили о нападении на Вахш трёхтысячного отряда демократов-исламистов, призвав жителей Куляба, Ленинабада и узбекское население в Курган-Тюбе начать вооружённую борьбу с исламскими демократами. В ходе пятичасового боя, в котором с обеих сторон согласно данным республиканского МВД участвовало около 400 человек и два БТР, погибли 35 и были ранено 56 человек.
29 июня в Курган-Тюбе при посредничестве Давлата Худоназарова было достигнуто соглашение о прекращении противоборствующими сторонами боевых действий.
По сведениям Кулябского областного исполнительного комитета, число беженцев в результате столкновений в июне-июле составило 132 тысячи человек. 1 июля из-за обострения ситуации на юге правительство приняло постановление об охране особо важных объектов в республике, в соответствии с которым частям 201-й мотострелковой дивизии Объединённых вооружённых сил СНГ была поручена охрана Нурекской ГЭС, Яванского электромеханического комбината, Вахшского азотно-тукового завода, ряда объектов военного назначения, а также нескольких участков автодорог на горных перевалах вдоль границы Кулябской и Курган-Тюбинской областей.
26 июля по инициативе министра внутренних дел Навджуванова были проведены переговоры в Хороге, противоборствующие стороны подписали соглашение о прекращении огня с 10:00 28 июля. Однако, спустя несколько часов после этого, в Бохтарском районе Курган-Тюбинской области произошло вооружённое столкновение между прокоммунистически настроенными таджиками кулябского происхождения из кишлака Сари Пул-1 и сторонниками оппозиции гармского происхождения из кишлака Сари Пул-2, приведшее к вмешательству вооружённых подразделений СНГ, дислоцированные в области, и милиционеров.
24 августа исламскими боевиками Рахимбеком Нуруллобековым и Давлатбеком Махмудовым был убит генеральный прокурор Таджикистана Нурулла Хувайдуллоев, что вызвало на родине погибшего в кишлаке Пангаз Аштского района Ленинабадской области и в Кулябе массовые митинги, на которых резко осуждалось правительство национального примирения.
Приблизительно в 15 часов 31 августа «молодёжь Душанбе» совместно с беженцами из Курган-Тюбинской и Кулябской областей, блокировав выходы из президентского дворца, потребовали встречи с президентом. Через несколько часов они захватили резиденцию, но Набиева там не оказалось, поскольку он успел укрыться в гарнизоне 201-й мотострелковой дивизии ОВС СНГ. В руках захватчиков оказалась группа заложников численностью 48 человек, одного из которых жестоко убили. Условием их освобождения беженцы поставили немедленную отставку президента и для пущей убедительности из окна здания был высунут гранатомёт. В телефонном разговоре со спикером Верховного Совета Акбаршо Искандаровым, Набиев сообщил, что он не собирается уходить на пенсию, а «заложников пусть стреляют, если хотят». Спустя два дня заложники были отпущены. На фоне этих событий в Ленинабадской области было объявлено о создании «Национальной гвардии» численностью в 2 тысячи человек. 2 сентября члены кабинета министров подписали совместное заявление о недоверии президенту и приняли решение открыть 4 сентября сессию Верховного Совета.
В этот же день перед зданием облисполкома в городе Курган-Тюбе собрались сторонники президента. Во время выступления Сангака Сафарова отряды ПИВ и ДПТ, взяв митингующих в кольцо, открыли огонь, а также одновременно при поддержке бронетехники захватили ключевые места в городе. В городе началась резня, в том числе и в квартале, где жили узбеки — выходцы из-под Самарканда. Тысячи людей хлынули под защиту 191-го полка 201-й дивизии в прилегающий к нему посёлок имени Ломоносова. Намеченная на 4-5 сентября сессия Верховного Совета Таджикистана, которая должна была решить вопрос об отставке главы государства, не состоялась из-за отсутствия кворума.
7 сентября Рахмон Набиев попытался тайно отбыть в родной Ходжент, который, как и Куляб, не контролировался исламистами, но его перехватили по дороге в аэропорт. В целях не допустить расправы над президентом к аэропорту прибыли 4 танка, 1 БТР и 1 БМП 201-й мотострелковой дивизии, а также 4 БТРа МВД Таджикистана. Вечером того же дня после встречи с членами Президиума Верховного Совета Таджикистана, Набиев подписал заявление об отставке. После этого политический кризис в Таджикистане окончательно приобрёл характер гражданской войны.
События в Таджикистане привели к массовому исходу беженцев. В конфликт активно стало вмешиваться политическое руководство соседнего Узбекистана. Генерал-майор ГРУ в отставке Александр Чубаров, ставший позднее заместителем министра обороны Таджикистана, в своих воспоминания писал:

…Хотелось бы пояснить, чем мы в республике занимались и в чьих интересах действовали. Мы защищали конституционный строй Таджикистана, одновременно являясь офицерами узбекской армии, а думали в первую очередь о том, что матушке-России не нужен был этот бардак в регионе, где к власти рвались исламские фундаменталисты. Все, кто там воевал из ГРУшников, имели опыт Афганистана за плечами. Выдвигались мы из Чирчика, с территории 15-й бригады спецназа ГРУ, на тот момент «отошедшей» к Узбекистану. Нужно признать, что президент Ислам Каримов повёл себя мудро. Он прозорливо предугадал возможное развитие ситуации и, опасаясь её развития по сценарию ваххабитов, решил отдать приказ на формирование специального корпуса в Узбекистане и оказать помощь НФТ. Разумеется, он преследовал и свои цели: отсечь северные провинции Таджикистана, где располагались более ста развитых предприятий и мощный ВПК. Забегая вперёд, скажу, что сделать это ему не удалось…

### Эскалация конфликта
В последующие дни после отставки Набиева развернулись боевые действия. Председатель Верховного Совета республики Сафарали Кенджаев бежал в Куляб и организовал собственные отряды боевиков. На основе кулябско-гиссарской коалиции был создан Народный фронт Таджикистана, провозгласивший своей целью восстановление «конституционного порядка». Фактическим его лидером стал криминальный авторитет Сангак Сафаров. В русскоязычной среде сторонников исламистов называли «вовчиками» (от слова ваххабизм), а сторонников Народного фронта — «юрчиками», от имени Юрия Андропова, из-за значительного количества в их рядах бывших сотрудников милиции и КГБ Таджикской ССР.
Ряд экспертов полагают, что Народный фронт возник на базе Национальной гвардии в июне 1992 года, другие считают, что он был создан при поддержке узбекского правительства. Об этом в частности говорил в своём интервью журналу «Русский репортёр» один из бывших военнослужащих 15-й отдельной бригады специального назначения Вооружённых сил Узбекистана Александр Мусиенко.:
В 1991-м, после того как развалился Советский Союз, 15-ю бригаду ГРУ, где я тогда служил, «подарили» Узбекистану. Звание майора я получал приказом министра обороны Узбекистана. Летом 1992 года вспыхнула гражданская война в соседнем Таджикистане. Министр обороны Узбекистана Рустам Ахмедов приказал нам участвовать в «восстановлении конституционного строя Республики Таджикистан». Был сформирован разведотряд специального назначения. Я был начальником штаба этого отряда. Состав отряда — около ста человек. Большинство — офицеры с афганским опытом. Кстати, нашим командиром был Владимир Квачков, тот самый, которого судили за покушение на Чубайса…
…Наша группа работала в Курган-Тюбе, а когда основная часть вернулась назад, я остался в составе оперативной группы РУ ГШ Узбекистана. Чтобы как-то легализоваться, мы придумали название «Народный фронт Таджикистана» (НФТ). Главной нашей опорой стал Сангак Сафаров, пожилой уже человек, который провёл в тюрьмах 21 год. Это был прирождённый лидер с отменными организаторскими способностями, обострённым чувством справедливости и патриотизма — он и возглавил НФТ.

Я был одним из главных советников у Сангака, а позднее — у министра внутренних дел Таджикистана. Мы снабжали отряды НФТ оружием и боеприпасами, пользуясь специальными методами партизанской войны, помогали объединять всех, кто был против «вовчиков», и обучали их воевать. По сути дела, партизанское движение в Таджикистане организовывали специалисты спецназа ГРУ…
Спустя годы, Квачков подтвердил слова Александра Мусиенко, подробно рассказав, о том как «Народный фронт Таджикистана» создавался из числа военных 15-й бригады ГРУ, а во главу был поставлен криминальный авторитет Сангак Сафаров.
Кулябские отряды Народного фронта начали регулярные боевые операции против Курган-Тюбе, где оборонялись отряды оппозиции. Обе стороны использовали бронетехнику и тяжёлое вооружение. В Кулябской и Курган-Тюбинской областях начался взаимный террор. Сангак Сафаров и его сподвижник Файзали Саидов начали расправы над сторонниками исламистов, а также жителями Гарма, Каратегина, Курган-Тюбе, Горного Бадахшана, которые считались противниками Народного фронта.
В Курган-Тюбе и его окрестностях происходили жестокие бои. Отряды гармских исламистов, прибывшие на помощь курган-тюбинским сторонникам оппозиции, отбросили «юрчиков» назад, в Кулябскую область. Затем гармские исламисты устроили резню в узбекском квартале Курган-Тюбе, нападениям подверглись и русские жители этого города. Только вмешательство дислоцированных в городе подразделений 201-й дивизии предотвратило дальнейшие жертвы.
Оппозиция в военно-политическом отношении стала зависеть от гармских исламистов, что оттолкнуло от неё душанбинцев, курган-тюбинцев и бадахшанцев. Увеличилась поддержка кулябских сторонников Народного фронта. Узбекистан начал снабжать их оружием. На территории Узбекистана были сформированы, вооружены и обучены отряды узбеков из Таджикистана. Среди них выделялся бывший офицер Советской Армии, участник афганской войны Махмуд Худойбердыев. В начале сентября эти отряды захватили Гиссарскую долину, где возникла новая группировка «юрчиков» — Гиссарско-Турсунзадеская. Она перерезала железную дорогу, соединяющую Душанбе с внешним миром и над Душанбе, Гармом и Памиром нависла угроза голода. В начале сентября на таджико-афганскую границу в Московский и Пянджский погранотряды были направлены для усиления части ВДВ. В Пянджский погранотряд прибыл сводный батальон 387-го отдельного парашютно-десантного полка Вооружённых сил Узбекистана из Ферганы.
25 сентября было совершено нападение исламистов на посёлок имени Ломоносова под Курган-Тюбе, где сосредоточились большие группы беженцев. Исламисты проникли в посёлок и, оттеснив офицеров 191-го полка 201-й дивизии, устроили резню.
27 сентября кулябские отряды под командованием бывшего воспитателя в колонии для несовершеннолетних Лангари Лангариева штурмом взяли Курган-Тюбе и удерживали его до 4 октября.
24 октября гиссарские вооружённые группы под командованием бывшего председателя Верховного Совета Сафарали Кенджаева предприняли неудачную попытку захватить Душанбе и были выбиты из центра города в течение нескольких часов.
К октябрю 1992 года общие жертвы составили 15—20 тысяч убитыми и несколько десятков тысяч ранеными (преимущественно мирные жители), сотни тысяч жителей стали беженцами. С юга уехали практически все переселенцы из Узбекистана и Северного Таджикистана. Из Таджикистана выехали около 90 тысяч русскоязычных жителей. Промышленность была практически парализована, а сельское хозяйство разрушено. В конце ноября 1992 года более 500 русскоязычных беженцев Душанбе 10 дней находились в поезде, который не пропускали исламистские боевики. Они сражались с силами Народного фронта, наступавшими на Душанбе, и угрожали расстрелять поезд с беженцами, если силы Народного фронта прорвутся. В конце концов, руководству Народного фронта удалось связаться с железнодорожниками Узбекистана и убедить их прислать тепловоз для того, чтобы вывезти поезд с беженцами.
10 ноября в республиканских газетах было опубликовано Заявление Президиума Верховного Совета и Правительства республики к народу:

Товарищи! Считаем, что часть населения республики считает сегодняшнее правительство республики незаконным и выражает недоверие. Мы, члены Президиума Верховного Совета и Правительство республики заявляем о сложении своих полномочий, чтобы дать возможность народным депутатам избрать новый состав Президиума Верховного Совета и Правительство республики на очередной сессии Верховного Совета.

С 16 ноября по 2 декабря в Худжанде прошла 16-я «примирительная» сессия Верховного Совета Таджикистана, на которой была принята отставка Рахмона Набиева, председателем Верховного Совета был избран выходец из Куляба Эмомали Рахмонова, Верховный Совет обратился к Казахстану, Киргизии, Узбекистану и России с призывом ввести в Таджикистан миротворческие силы. Спустя десять дней 26 ноября полевые командиры «Народно-демократической армии» и кулябских вооружённых формирований подписали в Худжанде соглашение о мире.
Однако, Сафарали Кенджаев, недовольный тем, что ему в новом руководстве, сформированном Верховным Советом, не дали никакой должности, организовал новое наступление своих сторонников на Душанбе. Базирующаяся к западу от города гиссарская группировка также начала наступать на столицу. В конце ноября и в начале декабря окраины Душанбе подвергались обстрелу из реактивных установок системы «Град». 4 декабря представители «Народно-демократической армии Таджикистана», контролирующей столицу, заявили по республиканскому радио, что считают новое руководство страны во главе с Эмомали Рахмоновым «вероломным и коммунистически одиозным» и что они не впустят новое правительство, базирующееся в Худжанде, в столицу.
Военизированные группировки сторонников Народного фронта начали вытеснять отряды оппозиции из Душанбе. 10 декабря в столицу со стороны Гиссара с боями вошёл специальный батальон Якуба Салимова. После взятия города силы Народного фронта развернули наступление на оплот оппозиции и узел шоссейных дорог — Кофарнихон и 20 декабря кулябские вооружённые формирования выбили противника из этого населённого пункта, после чего боевые действия переместились в Рамитское ущелье и на восток, в направлении Гарма. За шесть месяцев гражданской войны в 1992 году погибло, по данным «Мемориала», 20 тысяч человек или по некоторым оценкам — до 50 тысяч.
После взятия Душанбе силами Народного фронта там начался террор против живших в Душанбе памирцев и каратегинцев, в городе продолжался криминальный беспредел. В январе — феврале 1993 года силами Народного фронта были арестованы практически все деятели оппозиционных партий и движений в Ленинабадской области, в том числе и занимавшие наиболее умеренные позиции (например, Саидшо Акрамов).

### Продолжение войны
В начале 1993 года основные боевые действия переместились в Каратегин (Гарм, Ромит) и Дарваз (Тавильдара). 21 июня 1993 года судебная коллегия по гражданским делам Верховного суда Таджикистана запретила деятельность оппозиционных партий (Демократической партии Таджикистана, Исламской партии возрождения, народного движения «Растохез» и общества «Лали бадахшон»). Все четыре политических движения организовали военно-политический блок — Объединённую таджикскую оппозицию, который выступил против официальной политики властей.
Неспокойная ситуация складывалась на таджикско-афганской границе, где свою службу несли российские пограничники. С весны боевики таджикской оппозиции при поддержке афганских моджахедов неоднократно пытались совершить прорыв границы. Рано утром 13 июля афганские моджахеды силами одного батальона (200 человек) из числа военнослужащих 55-й пехотной дивизии афганских вооружённых сил и боевиков таджикской оппозиции прорвались на территорию Таджикистана, вступив в бой с 12-й заставой российских погранвойск. К вечеру дня к месту сражения подошли части российской 201-й мотострелковой дивизии, которые выбили моджахедов с занимаемых позиций и восстановили целостность границы. К лету интенсивность вооружённых действий пошла на спад.
В 1994 году оппозиция пыталась активизироваться, но не достигла ощутимых успехов. Обострились отношения между кулябцами и гиссарцами, пользовавшимися поддержкой Узбекистана. В апреле 1995 года оппозиция начала контрнаступление с территории Афганистана, которое однако снова не принесло им успехов. В конце апреля в Москве прошли переговоры правительства и оппозиции на высшем уровне, результатом чего стало соглашение о продлении прекращения огня ещё на месяц. В мае в Кабуле прошла встреча Рахмонова и Саида Абдулло Нури, где они договорились продлить прекращение огня ещё на три месяца.
С апреля 1994 года по май 1997 года под эгидой ООН прошло восемь раундов переговоров между враждующими сторонами, но сами их лидеры не имели чёткой позиции. Тогда же Демократическая партия распалась на несколько блоков-«платформ», одна из которых стояла за вооружённое противостояние, а другая за урегулирование конфликта дипломатическими средствами. В результате оппозицию стали представлять разрозненные группы полевых командиров — «каратегинский», «комсомолабадский», «таджикабадский», «гармский». 23 декабря 1996 года в Москве подписано соглашение, под которым поставили подписи Эмомали Рахмонов и Саид Абдулло Нури, которое предусматривало включение оппозиции в правительство. 4498 бойцов было решено интегрировать в официальные силовые структуры, 5377 членов оппозиции подлежали безусловной амнистии.

### Примирение 1997 года

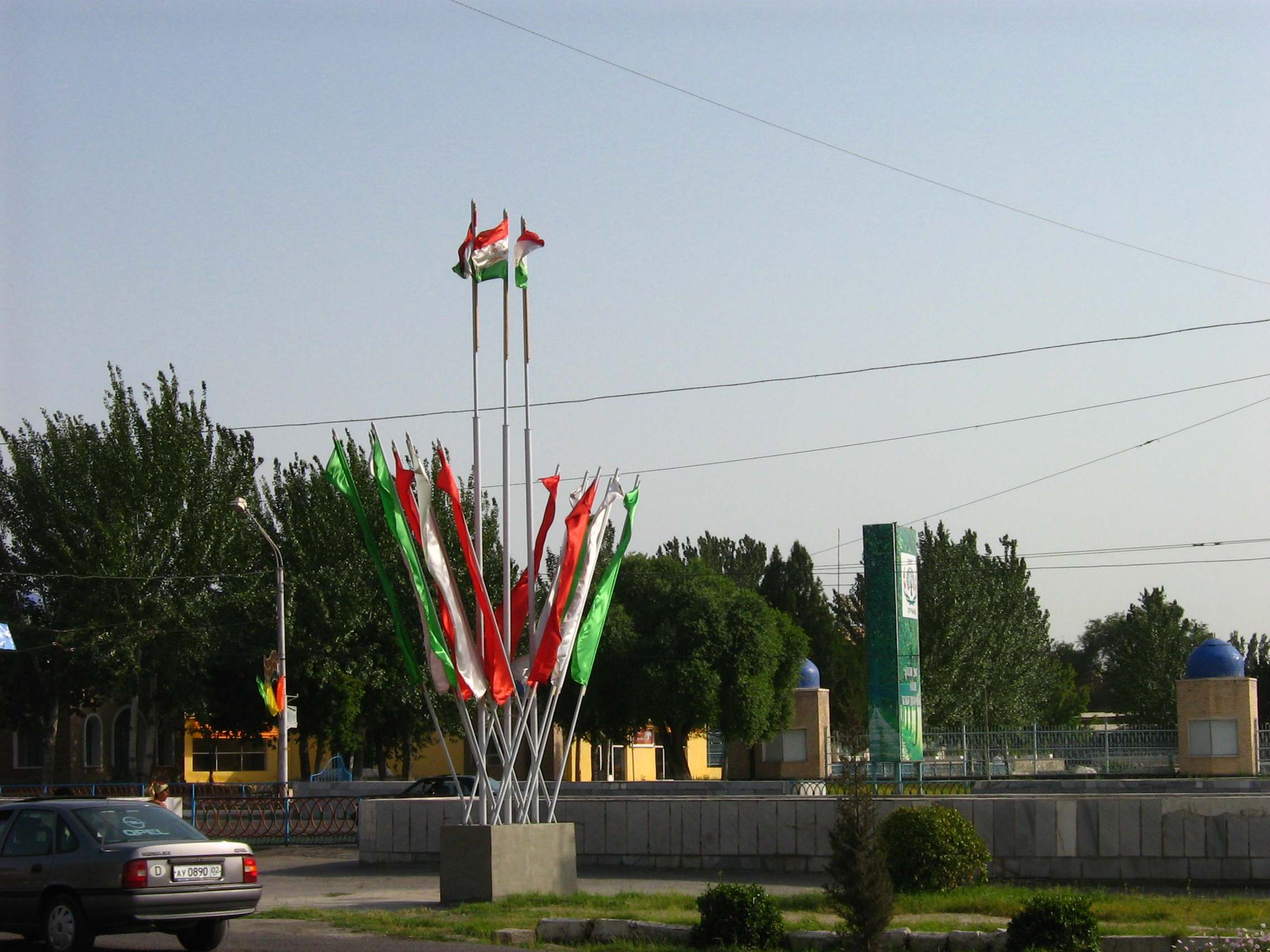
24 июня 2007 года. Праздничные флаги на улицах Худжанда в честь государственного праздника «День национального единства»

27 июня 1997 года в Кремле на девятой по счёту встрече между представителями противоборствующих сторон (Правительством РТ и Объединённой таджикской оппозицией) при посредничестве ООН было подписано окончательное мирное соглашение. Президентом Таджикистана (по результатам президентских выборов 1999 года) остался сторонник светского правления Эмомали Рахмонов, однако оппозиция получила места в парламенте, административные должности, директорские посты на различных крупных предприятиях, а рядовые бойцы сил оппозиции вошли в состав армии. Начался процесс возвращения беженцев из Афганистана. С 1998 года, 27 июня является государственным праздником «День национального единства». Постановлением национального парламента этот день объявлен нерабочим.
После примирения обстановка в стране постепенно стабилизировалась. Продолжал вести вооружённую борьбу полевой командир Махмуд Худойбердыев, контролировавший Курган-Тюбе. В 1998 году город был взят под контроль правительственными войсками. Сам полевой командир погиб при невыясненных обстоятельствах в 2001 году, но доказательств его гибели до сих пор нет.
Малые группы, не подписавшие соглашения, продолжали сопротивление и в 2009 году, в частности отряд Мулло Абдулло контролировал труднодоступные районы.
В последующие годы противники правительства Эмомали Рахмона пытались организовывать вооружённые мятежи — в ноябре 1998 года во главе с Махмудом Худайбердыевым, в 2010 году — Мирзо Зиёевым и в 2011 году — Мулло Абдулло, однако эти попытки не увенчались успехом, они были разгромлены усилиями силовых структур Таджикистана.

## Межтаджикские переговоры по урегулированию конфликта
Для достижения мира и национального согласия в Таджикистане при посредничестве ООН состоялись переговоры и промежуточные консультации Правительства РТ и Объединённой таджикской оппозиции по урегулированию межтаджикского конфликта (1994—1997 гг.).

### Хроника переговорного процесса
Раунды межтаджикских переговоров
- 1 раунд 5—19 апреля 1994 г. в Москве
- 2 раунд 18—28 июня 1994 г. в Тегеране
- 3 раунд 20 октября — 1 ноября 1994 г. в Исламабаде
- 4 раунд 22 мая — 1 июня 1995 г. в Алма-Ате
- 5 раунд г. в Ашхабаде
  - 1 этап 30 ноября — 22 декабря 1995 г.
  - 2 этап 26 января — 18 февраля 1996 г.
  - 3 этап 8—21 июля 1996 г.
- 6 раунд 5—19 января 1997 г. в Тегеране
- 7 раунд 26 февраля — 8 марта 1997 г. в Москве
- 8 раунд в Тегеране
  - 1 этап 9—16 апреля 1997 г.
  - 2 этап 22—28 мая 1997 г.

Дополнительно состоялись три раунда промежуточных консультаций Правительства РТ и Объединённой таджикской оппозиции:
- 1 раунд — 12—17 сентября 1994 г. в Тегеране,
- 2 раунд — в феврале 1995 г. в Москве, Душанбе, Исламабаде, Тегеране.
- 3 раунд — 19—26 апреля 1995 г. в Москве.

Личные встречи, переговоры и документы, подписанные Президентом РТ Э. Рахмоновым и Руководителем ОТО Саидом Абдулло Нури
- 1 встреча — 17—19 мая 1995 г. Совместное заявление (Кабул).
- 2 встреча — 19 июля 1995 — август 1995 г. Совместное заявление (Тегеран).
- Заочная встреча — Протокол «Об основных принципах установления мира и согласия в Таджикистане» от 17 августа 1995 г. (Подписан раздельно).
- 3 встреча — 10-11 декабря 1996 г. Совместное заявление. Протокол «Об урегулировании военно-политической обстановки в зонах противостояния» от 11 декабря 1996 г. (Хосдех — Северный Афганистан).
- 4 встреча — 23 декабря 1996 г. Соглашение Президента РТ и Руководителя ОТО. Протокол «Об основных функциях и полномочиях Комиссии по национальному примирению» от 23 декабря 1996 г. Совместное заявление (Москва).
- 5 встреча — 20—21 февраля 1997 г. Дополнительный протокол к протоколу «Об основных функциях и полномочиях Комиссии по национальному примирению» от 21 февраля 1997 г. Положение о Комиссии по национальному примирению (Мешхед).
- 6 встреча — 16—18 мая 1997 г. Бишкекский меморандум. Протокол «По политическим вопросам» от 18 мая 1997 г. Бишкек[53].

### Общее Соглашение об установлении мира и национального согласия в Таджикистане
27 июня 1997 года в Москве были подписаны следующие документы:
- Общее соглашение об установлении мира и национального согласия в Таджикистане
- Протокол о взаимопонимании между Президентом Республики Таджикистан Э. Рахмоновым и Руководителем Объединённой таджикской оппозиции Саид Абдулло Нури
- Московское заявление Президента Республики Таджикистан Э. Рахмонова, руководителя Объединённой таджикской оппозиции Саид Абдулло Нури и специального представителя Генерального Секретаря ООН Г. Д. Меррема

«Общее Соглашение об установлении мира и национального согласия в Таджикистане» объединяет пакет документов (протоколов, соглашений), подписанных в ходе межтаджикских переговоров между делегациями Правительства РТ и ОТО под эгидой ООН в течение апреля 1994 по 27 июня 1997 года.

Общее соглашение включает в себя девять документов:
- Протокол об основных принципах установления мира и национального согласия в Таджикистане (подписан 17 августа 1995 г. Президентом РТ и руководителем ОТО).
- Соглашение Президента РТ Э. Рахмонова и руководителя ОТО С. А. Нури по итогам встречи в Москве 23 декабря 1996 г.
- Протокол об основных функциях и полномочиях Комиссии по национальному примирению (подписан Президентом РТ и руководителем ОТО в Москве 23 декабря 1996 г.).
- Положение о Комиссии по национальному примирению (подписано 21 февраля 1997 г. Президентом РТ и руководителем ОТО в Мешхеде).
- Дополнительный протокол к протоколу «Об основных функциях и полномочиях Комиссии по национальному примирению» (подписан 21 февраля 1997 г. в Мешхеде).
- Протокол по вопросам беженцев (подписан 13 января 1997 г. в Тегеране).
- Протокол по военным проблемам (подписан 8 марта 1997 г. в Москве).
- Протокол по политическим вопросам (подписан 18 мая 1997 г. Президентом РТ и Руководителем ОТО в Бишкеке).
- Протокол о гарантиях осуществления Общего соглашения об установлении мира и национального согласия в Таджикистане (подписан 28 мая 1997 г. в Тегеране)[53].

### Комиссия по национальному примирению
Комиссия по национальному примирению (КНП) образованная согласно документам «Общего соглашения» из числа представителей правительства и оппозиции (всего 26 членов, по 13 от правительства и оппозиции) стала основным механизмом выполнения документов «Общего соглашения» во время переходного периода 1997—2000 годов.
КНП провела своё первое заседание 7—11 июня 1997 года в Москве и начала свою работу в Душанбе 15 сентября 1997 года.
КНП прекратила свою деятельность после проведения парламентских выборов и созыва нового парламента Таджикистана — Маджлиси Оли РТ, 1 апреля 2000 года.
В ходе деятельности КНП в Таджикистане были реализованы основные положения (документы) Общего соглашения об установлении мира и национального согласия в Таджикистане от 27 июня 1997 года.

## Последствия войны

### Экономические потери
По самым скромным подсчётам, гражданская война обошлась Таджикистану в более 10 миллиардов долларов США по курсу тех лет. Экономика страны за время гражданской войны недосчиталась и недополучила (из-за парализованной экономики и других причин) ещё несколько миллиардов долларов США. До распада СССР Таджикская ССР была одной из беднейших союзных республик, а в результате пятилетней гражданской войны Таджикистан фактически превратился в одну из беднейших стран мира, хотя не был включён ООН в официальный список наименее развитых стран. В ходе войны были разрушены свыше 60 медицинских учреждений, десятки школ и других учебных заведений, десятки объектов социального и культурного предназначения. Ухудшилась ситуация со здравоохранением.
Тяжёлая экономическая и социально-гуманитарная ситуация после завершения гражданской войны фактически отбросила Таджикистан как минимум на 10 лет назад. Из-за разрушения и приостановки большинства различных предприятий, заводов и фабрик в стране начала свирепствовать безработица. Произошла массовая утечка мозгов. С начала 2000-х годов, из-за массовой безработицы население Таджикистана (в основном мужское) начало массово ехать на заработки, в основном в Россию, а чуть позднее в Казахстан, Турцию, США и страны Европы. В стране возник феномен «живых сирот и вдов» — большинство детей и семей жило и росло без отца и главы семьи, который был на заработках и приезжал домой раз в год. Даже спустя время после окончания войны, из-за тяжелой экономической и социальной ситуации не прекращается миграция и эмиграция таджикистанцев в другие страны. Как во время войны, так и после её завершения страны мира, международные, мировые, региональные и неправительственные организации регулярно отправляли в Таджикистан гуманитарную, техническую и финансовую помощь.
Несмотря на тяжёлую экономическую ситуацию, удалось держать темпы инфляции на достаточно низком уровне. Темпы инфляции по итогам 2015 года — 5,8 % (183-е место в мире).

### Людские потери
По официальным данным правительства Таджикистана, в ходе пятилетней войны погибло свыше 60 тысяч человек. По состоянию на декабрь 2013 года не идентифицированы 42 братские могилы, расположенные преимущественно в центральной и западной частях страны. Кроме того, несколько тысяч человек пропали без вести.
В результате войны, свыше 25 тысяч женщин стали вдовами, а примерно 55 тысяч детей сиротами. Несколько тысяч семей лишились своих кормильцев, часто — единственных кормильцев.
Свыше одного миллиона человек лишилось крова. Во время войны, свыше 60 тысяч человек (преимущественно из Хатлонской области и Горно-Бадахшанской автономной области) бежали в соседний Афганистан, пересекая слабо охраняемую трансграничную реку Пяндж. В 1990-е годы в Афганистане также была в разгаре гражданская война, но северные районы страны, которые граничили с Таджикистаном, контролировали силы, подконтрольные таджикскому полевому командиру Ахмад Шаху Масуду. Небольшая часть беженцев уехала в Иран, Пакистан и Турцию. Около 200 тысяч человек бежало в Узбекистан, Россию, Киргизию и Казахстан, небольшая часть бежала в страны Европы, США и Канаду. Таким образом, свыше 260 тысяч таджиков стали беженцами. Часть из них осталась в этих странах навсегда, получив гражданство, а часть вернулась после завершения гражданской войны. Большинство беженцев (в основном в Афганистане и Пакистане) удалось вернуть в страну лишь при посредничестве международных организаций. УВКБ была проведена работа по возвращению беженцев в места изначального проживания, их реабилитации, обустройству их жилищ.
Хотя гражданская война не имела антирусской или националистической направленности, в этот период республику покинуло почти всё русское и в целом славянское население страны, поселившись в основном в России, частично на Украине, в Белоруссии, США, Канаде и странах Европы. Из страны уехало почти всё немецкое население, которое переехало в Германию, еврейское население (среднеазиатские евреи и евреи-ашкенази), большая часть которых репатриировалась в Израиль и США, а также часть некоторых других национальных меньшинств (например, армяне и татары).
Война и ухудшение снабжения населения чистой водой вызвали эпидемию брюшного тифа, которым заболели свыше 26 тысяч человек, из которых умерли 337 человек. В некоторых частях страны отмечался относительно высокий уровень туберкулёза, встречались люди, заболевшие холерой и чумой. Уровень заболеваемости в 1997 году составил 497,8 человек на 100 тысяч населения. Для сравнения, до начала войны этот показатель составлял 34,4 человека на 100 тысяч населения.
Российские войска во время боевых действий потеряли 302 убитыми и 1583 ранеными.
Несмотря на демографические потери, население Таджикистана за годы гражданской войны выросло с 5,109 миллиона человек до 6,127 миллиона.

## Отдельные жертвы войны
Муродулло Шерализода
Депутат парламента, главный редактор парламентской газеты «Садои мардум» Муродулло Шерализода стал первой известной жертвой войны. Он был убит 5 мая 1992 года во дворе Верховного Совета Таджикистана выстрелами из автомата. По официальной версии, его застрелили «враги народа». Убийцы не были найдены. В январе 2004 года Генеральная прокуратура Таджикистана сообщила, что это дело было прекращено. Всего, по данным Центра экстремальной журналистики России, во время войны в стране были убиты 73 журналиста.
Кароматулло Курбонов
18 октября 1992 года в Яванском районе был убит известный певец Кароматулло Курбонов. Вместе с ним погибли ещё 11 человек. Вердикт боевика Народного фронта Абдувосита Самадова (Восит) был: «Мы здесь сражаемся, а ты на свадьбах поёшь?!» Следствие продолжалось три года. На скамье подсудимых оказалось 8 человек. Остальные были убиты во время войны, в том числе и сам Восит. Он пережил Кароматулло всего на неделю.
Нурулло Хувайдуллоев
24 августа 1992 года в Душанбе был убит генеральный прокурор республики Нурулло Хувайдуллоев, смерть которого парализовала и без того ослабевшую власть. Генпрокурор со своим водителем был убит в 7:50 утра, когда он отправлялся на службу. Его служебную «Волгу» блокировали, Нурулло Хувайдуллоева вытащили из машины и выпустили в него 20 пуль. После гибели прокурора страны президент Рахмон Набиев просидел в президентском кресле лишь две недели — до 7 сентября. По данным Генеральной прокуратуры, убийство совершили Рахимбек Нуруллобеков и Давлатбек Махмудов. 26 ноября 1993 оба они были приговорены к смертной казни через расстрел.
Моёншо Назаршоев
10 марта 1994 года возле своего дома был жестоко убит вице-премьер Таджикистана Моёншо Назаршоев. СМИ тогда говорили о том, что он должен был возглавить правительственную делегацию на первом раунде межтаджикских переговоров в Москве (апрель 1994 года). В этом контексте смерть вице-премьера была расценена как попытка сорвать мирный процесс.
Мухиддин Олимпур
Будучи журналистом персидской службы радио «Би-Би-Си» в Таджикистане, Мухиддин Олимпур не проявлял политических амбиций во время противостояния. Но 12 декабря 1995 года он был убит. Олимпур был также искусствоведом, литератором, деятелем культуры. Верховный суд Таджикистана вынес приговор последнему подозреваемому. Это был Насрулло Шарифов, осуждённый на 15 лет. По показаниям Насрулло Шарифова, приказ об убийстве Олимпура отдал бывший полевой командир Объединённой таджикской оппозиции Нозим Юсуфов («Эшони Нозим»), сам погибший во время войны. Ранее были осуждены ещё трое соучастников убийства Мухиддина Олимпура.
Мухаммад Осими
Мухаммад Осими был академиком-философом, влиятельным общественным деятелем. 23 года являлся президентом Академии наук страны, несколько лет возглавляя Общество таджиков и персоязычных народов мира «Пайванд». 29 июля 1996 года его расстреляли недалеко от собственного дома в районе кинотеатра «8 марта». Осими было 76 лет.
Юсуф Исхаки и Минходж Гулямов
6 мая 1996 года в Душанбе были расстреляны Юсуф Исхаки и Минходж Гулямов. По официальным данным, ректор Таджикского медицинского института Юсуф Исхаки (со своим водителем Виктором Худяковым) и проректор мединститута, профессор Минходж Гулямов были убиты в 16 часов 20 минут неизвестными террористами. Спустя 7 лет первый заместитель генпрокурора Таджикистана Азизмат Имомов сообщил журналистам, что убийство учёных Юсуфа Исхаки и Минходжа Гулямова совершили боевики Рахмона Сангинова. Следствие по этому делу было приостановлено в связи со смертью обвиняемых, которые были уничтожены во время спецоперации в августе 2002 года.

## Освещение войны в искусстве
- Гражданской войне в Таджикистане посвящена книга Андрея Волоса «Хуррамабад», отмеченная Государственной премией и «Антибукером».
- Документальная картина Александра Сокурова «Духовные Голоса» повествует о службе российских пограничников во время событий в Таджикистане. В фильме снята реальная гибель солдата, которую режиссёр снимал на камеру сам: съёмочная группа покинула Таджикистан, опасаясь гибели.
- О событиях в Душанбе рассказывают художественные фильмы Бахтияра Худойназарова «Кош-ба-кош», Сергея Говорухина «Никто, кроме нас…», Сергея Маховикова «Тихая застава», многосерийный «Десантура. Никто, кроме нас» Олега Базилова и Виталия Воробьёва, сериал «Застава»
- Документальный фильм режиссёра Гули Мирзоевой «Возвращение в Душанбе» (фр. Retour à Douchanbe) (2000 год, производство Франции для французско-немецкого телеканала «АРТЕ»).
- Роман Владимира Медведева «Заххок».
- Военная драма «КАЗБАТ» о событиях 1995 года 7 апреля, в Пшихарвском ущелье Дарзава Казахстанская седьмая сводная рота попала в западню, устроенную таджикскими оппозиционными силами.

### Комментарии
1. ↑  Вынужденно находились в Таджикистане из-за невозможности вернуться на родину. В основном в составе пограничных отрядов занимались прикрытием границы
2. ↑  Исламский Эмират Афганистан, который возглавляли талибы, официально объявил о своём нейтралитете в конфликте, однако некоторые подразделения движения Талибан сражались на стороне оппозиции
3. ↑  Не признало перемирие и продолжило боевые действия против правительственных сил
4. ↑  По другим данным, Сафаров провел в местах заключения 23 года, осужденный по нескольким бытовым статьям: угон автомобиля, наезд на пешехода, превышение необходимой обороны[33][34].

### Сноски
1. ↑  Американцы боятся белорусских танков. Белоруссия американских санкций не боится Архивная копия от 20 ноября 2021 на Wayback Machine // Lenta.ru, 1 марта 2002
2. ↑  Gunaratna, 2002, p. 169.
3. 1 2 3 4 5  Uppsala conflict data expansion. Non-state actor information. Codebook pp. 338; 339; 363.
4. ↑  Tajikistan - armed forces personnel. Дата обращения: 25 мая 2015. Архивировано 24 сентября 2015 года.
5. ↑  Analysis of the Transnistrian Conflict Архивная копия от 5 марта 2016 на Wayback Machine "Human Rights and Russian Military Involvement in the "Near Abroad"" Human Rights Watch December. 1993
6. ↑  Tajikistan - National Security. Дата обращения: 25 мая 2015. Архивировано 23 сентября 2015 года.
7. ↑  Global security - Tajikistan Civil War. Дата обращения: 25 мая 2015. Архивировано 14 апреля 2007 года.
8. 1 2 3  Crisisgroup.org - Central Asia Briefing Архивная копия от 12 февраля 2011 на Wayback Machine pp. 2; 3; 5. Включает в себя 15 000 советников и 100 тысяч военнослужащих.
9. ↑  Боевые действия на таджико-афганской границе в начале 1990-х. Дата обращения: 23 марта 2017. Архивировано 13 ноября 2020 года.
10. ↑  Вспомогательные органы Совета Безопасности. Справочник по практике работы Совета Безопасности—Дополнение за 1993–1995 годы (PDF). Официальный сайт Организации Объединенных Наций. Архивировано (PDF) 29 января 2016. Дата обращения: 9 января 2016.
11. ↑  Резолюция Совета Безопасности ООН 1128 (1997) о расширении и продлении Миссии ООН в Таджикистане (PDF). Система официальной документации Организации Объединенных Наций. 12 сентября 1997. Архивировано (PDF) 25 января 2016. Дата обращения: 9 января 2016.
12. ↑  Ян Жур. «Не мог и слова вымолвить»: белорус поехал на машине в опасное место, чтобы побывать там, где когда-то служил. Чем это закончилось? Архивная копия от 25 июня 2023 на Wayback Machine // СБ. Беларусь сегодня : газета. — 11 октября 2019.
13. ↑  Kashmir Information Network (KIN) A Paradise Turned into Hell Архивная копия от 26 сентября 2011 на Wayback Machine; Afghanistan Factor in Central and South Asian Politics Архивная копия от 26 сентября 2011 на Wayback Machine
14. ↑  Central Asia Region's countries need support for refugees | ReliefWeb 18 September 2001.
15. ↑  Набиев Рахмон Набиевич | ББД ЛИЧНОСТИ. Дата обращения: 4 сентября 2015. Архивировано 4 марта 2016 года.
16. ↑  Евтушик Е. Бывший первый коммунист Таджикистана стал президентом // Журнал Коммерсантъ. — 1991. — 2 декабря. Архивировано 15 мая 2019 года.
17. 1 2 3 4 5 6 7 8 9 10 11 12  Бушков, Микульский, 1996, Гражданская война в республике: общий ход событий.
18. 1 2  Липов М. Таджики — за демократию на многоклановой основе // Журнал Коммерсантъ. — 1992. — 13 апреля.
19. 1 2 3 4 5 6 7 8 9 10 11  Права человека в Таджикистане. Введение. Мемориал. Дата обращения: 27 июня 2010. Архивировано 17 июня 2013 года.
20. ↑  Азиз Ниязи. Таджикистан: Региональные аспекты конфликта (1990-е гг.). poli.vub.ac.be. Архивировано 18 апреля 2010. Дата обращения: 26 ноября 2009.
21. ↑  Сальникова Ю. Население митинги митингом вышибает // Журнал Коммерсантъ. — 1992. — 4 мая.
22. ↑  Липов М. Эпоха ушла — Набиев остался // Журнал Коммерсантъ. — 1992. — 11 мая.
23. ↑  Абдынасырова А. Таджикистан: конфликт власти и народа. Уроки истории. Centrasia (25 июля 2005). Дата обращения: 1 октября 2017. Архивировано 20 августа 2018 года.
24. ↑  Липов М. Демократы и южане: им никогда не сойтись… // Журнал Коммерсантъ. — 1992. — 6 июля.
25. ↑  Нурали Давлат (25 июля 2013). Противостояние, переросшее в войну. «Чархи Гардун газета "Дайджест Пресс"».{{cite news}}:  Википедия:Обслуживание CS1 (url-status) (ссылка)
26. ↑  Республики // Журнал Коммерсантъ. — 1992. — 3 августа.
27. 1 2 3 4  Липов М. Президент ударился в бега // Журнал Коммерсантъ. — 1992. — 7 сентября.
28. ↑  Kolstø, 2000, p. 77.
29. ↑  Беляков, 2011.
30. 1 2 3 4  Фейгин, 1998.
31. ↑  «Юрчики» и «вовчики». Судьба русского языка в Таджикистане. Дата обращения: 27 февраля 2012. Архивировано 3 июня 2012 года.
32. ↑  Беляков, 2010.
33. ↑  Сафаров Сангак. База данных «Лабиринт». Архивировано 17 апреля 2013. Дата обращения: 18 сентября 2016.
34. ↑  Дочь за отца. Независимое мнение (15 ноября 2014). Дата обращения: 18 сентября 2016. Архивировано 18 сентября 2016 года.
35. ↑  Новая старая "исповедь". Квачков - с новыми подробностями об истории создания Народного фронта. Радио Озоди (30 марта 2019). Дата обращения: 30 января 2024. Архивировано 30 января 2024 года.
36. ↑  Таджикистан в свете внешнеполитических и внешнеэкономических интересов Украины. Дата обращения: 27 февраля 2012. Архивировано 23 августа 2007 года.
37. ↑  Прибыловский, 2002, с. 149.
38. ↑  Жуков, 2009.
39. ↑  Сергей Птичкин. Поезд живых Архивная копия от 15 июля 2023 на Wayback Machine // Независимая газета : газета. — 28 декабря 2012.
40. ↑  Арбоб-92: как начиналась братоубийственная война в Таджикистане (вспоминает депутат К.Хасанов). Centrasia. 15 ноября 2007. Архивировано 21 августа 2018. Дата обращения: 20 августа 2018.
41. ↑  Гайсина Л. (7 апреля 2016). В Казахстане вспоминают подвиг седьмой роты. The open Asia. Архивировано 14 сентября 2017. Дата обращения: 1 октября 2017.
42. 1 2  Алексеев В. Сессия к миру не привела // Газета Коммерсантъ. — 1992. — 5 декабря.
43. ↑  Медведев О. Обострилась обстановка в Абхазии и Таджикистане // Газета Коммерсантъ. — 1992. — 8 декабря.
44. ↑  Клычев Т. Правительственные войска вошли в Душанбе // Газета Коммерсантъ. — 1992. — 12 декабря.
45. ↑  Медведев О. Завершается год, войны продолжаются // Газета Коммерсантъ. — 1992. — 22 декабря.
46. ↑  Жирохов М. Воздушная война над Таджикистаном. Большая авиационная энциклопедия «Уголок неба» (22 декабря 1992). Дата обращения: 27 июня 2010. Архивировано 1 июля 2011 года.
47. ↑  Двинский К. Ни один пограничник в плен не сдался // Газета Коммерсантъ. — 1993. — 15 июля.
48. 1 2  Тошмухаммадов М. Гражданская война в Таджикистане и постконфликтное восстановление. — Саппоро: Университет Хоккайдо, 2004. — 26 с. Архивировано 11 ноября 2017 года.
49. 1 2  Экспертная оценка. Гражданская война в Таджикистане: причины и последствия. ia-centr.ru. Дата обращения: 27 февраля 2012. Архивировано 17 декабря 2014 года.
50. ↑  Дододжон А (25 июня 2012). Война и мир по-таджикски. IslamNews. Архивировано 1 октября 2017. Дата обращения: 1 октября 2017.
51. ↑  Бои в Таджикистане продолжаются. Дата обращения: 27 февраля 2012. Архивировано из оригинала 21 июля 2011 года.
52. ↑  Реутов А. Полевого командира ищут в маке // Газета Коммерсантъ. — 2009. — 22 мая. Архивировано 30 августа 2017 года.
53. 1 2 3 4 5 6 7 8 9 10 11  Саъдиев, 2002.
54. ↑  rus.ozodi.org — Усмонов: Потери гражданской войны должны быть пересчитаны. Дата обращения: 28 июня 2019. Архивировано 12 декабря 2019 года.
55. ↑  Одинаев Н. С., Усманова Г. М. Распространённость брюшного тифа среди населения Республики Таджикистан // Здравоохранение Таджикистана. — 2014. — № 4 (323). — С. 82
56. ↑  Кривошеев, Григорий. Россия и СССР в войнах XX столетия. Потери вооружённых сил. — 2001.
57. ↑  Численность населения Республики Таджикистан на 1 января 2022 года. Дата обращения: 5 сентября 2023. Архивировано 10 октября 2022 года.
58. 1 2 3 4 5 6 7  Гуфронов Д. Таджикские трагедии. Как начиналась гражданская война. Centrasia (8 ноября 2008). Дата обращения: 1 октября 2017. Архивировано 20 августа 2018 года.
59. ↑  Ъ-Власть — Политический терроризм в Таджикистане. Дата обращения: 6 декабря 2014. Архивировано 8 декабря 2014 года.
60. ↑  Кровавый понедельник. Ровно 10 лет назад в Душанбе были расстреляны великие врачи. Дата обращения: 20 августа 2018. Архивировано 20 августа 2018 года.